# Vaupés
Vaupés – departament Kolumbii. Leży na południowym wschodzie kraju, graniczy z Brazylią. Stolicą departamentu Vaupés jest miasto Mitú.
Gospodarka departamentu oparta jest głównie na leśnictwie i rybołówstwie. Produkty z tych sektorów eksportowane są głównie do Brazylii.

## Gminy
1. Carurú
2. Mitú
3. Taraira